# Chilabothrus chrysogaster
Chilabothrus chrysogaster — вид змій родини удавових (Boidae). Мешкає на Багамських островах та на островах Теркс і Кайкос.

## Підвиди
Виділяють два підвиди:
- Chilabothrus chrysogaster chrysogaster (Cope, 1871) — Теркс і Кайкос;
- Chilabothrus chrysogaster relicquus (Barbour & Shreve, 1935) — Багамські острови.

## Поширення і екологія
Chilabothrus chrysogaster мешкають на островах Теркс і Кайкос, а також на острові Великий Інаґуа на півдні Багамського архіпелагу. Вони живуть в сухих тропічних лісах і чагарниках, на кокосових плантаціях та поблизу людських поселень. Живляться ящірками, особливо на невеликих островах, а також завезеними гризунами, птахами та їх яйцями, а також місцевими співочими та морськими птахами. Ховаються в печерах. Яйцеживородні.

## Збереження
МСОП класифікує стан збереження цього виду як близький до загрозливого. Chilabothrus chrysogaster загрожує знищення людьми та хижацтво з боку кішок і щурів.